# Raïon de Solovetski
Le raïon de Solovetski (en russe : Соловецкий райо́н, Solovetskiski raïon) est une subdivision administrative (raïon) de l'oblast d'Arkhangelsk dans le Nord de la Russie européenne. Il se situe entièrement sur les îles Solovetski, dans le nord-ouest de l'oblast. Son centre administratif est le village de Solovetski, et il compte en tout 4 localités. Sa population s'élevait à 794 habitants en 2023.
Sur le plan municipal, il fait partie du raïon municipal du Littoral.

## Géographie
Le raïon se situe dans l'oblast d'Arkhangelsk, un sujet de la fédération de Russie situé dans le Nord de la Russie européenne. Le sujet fait partie du district fédéral du Nord-Ouest, et il inclus comme tout l'oblast dans la région du Nord. Comme tout l'oblast, il est situé dans le fuseau horaire MSK (heure de Moscou). Le décalage horaire appliqué par rapport au temps universel coordonné est +03:00.
Il recouvre entièrement les îles Solovki, un archipel de la mer Blanche.